# Serrat del Repetidor
El Serrat del Repetidor és una serra situada entre els municipis de Balsareny i de Sallent, a la comarca del Bages, amb una elevació màxima de 485 metres.